# Estación de Morcenx
La estación de Morcenx es una estación ferroviaria francesa de la línea Burdeos-Irún, situada en la comuna de Morcenx, en el departamento de Las Landas, en la región de Aquitania. Por esta pequeña estación circulan tanto trenes de grandes líneas, como de media distancia y regionales.

## Historia
Fue inaugurada a mediados del siglo XIX por la compañía de ferrocarril de Burdeos hasta La Teste.  En 1938 las seis grandes compañías privadas que operaban la red se fusionaron en la empresa estatal SNCF. Desde 1997 la gestión de las vías corresponde a la RFF mientras que la SNCF gestiona la estación.
La estación fue protagonista de un récord de velocidad logrado el 28 de marzo de 1955 en el cual una locomotora CC 7100 de la marca Alsthom logró alcanzar los 320,60 km/h en un recorrido entre Facture-Biganos y Morcenx.

## Situación ferroviaria
Se sitúa en el punto kilométrico 108,542 de la línea férrea Burdeos-Irún. Además, forma parte del trazado de la línea Morcenx - Bagnères-de-Bigorre.

## Descripción
Esta estación se compone de dos andenes laterales y de dos vías. 

## Servicios ferroviarios

### Grandes Líneas
- Línea Irún - París. Tren Lunéa.

### Media Distancia
- Línea Tarbes / Hendaya / Irún - Burdeos. Tren Intercités

### Regionales
Los trenes regionales TER enlazan las siguientes ciudades:
- Línea Burdeos - Mont-de-Marsan.
- Línea Burdeos - Hendaya.